# من كثر حبي لك (مسلسل)
من كثر حبي لك : مسلسل كويتي اجتماعي كوميدي عرض على شاشة أم بي سي دراما برمضان 1445 هـ / 2024 ، يسلط الضوء على العلاقات الاجتماعية داخل عمارة سكنية والتي تخفي جدرانها قصصاً متنوعة مليئة بالمغامرات، المسلسل من تأليف نور البدري، وإخراج حسين الحليبي.

## القصة
تدور أحداث "من كثر حبي لك" داخل أروقة عمارة سكنية، ويلتقي أبطال المسلسل حيث تنشأ بينهم علاقات حب ومودة، وزيجات، وحالات طلاق، وعلى النقيض تمامًا تقع مشاكل عائلية وجرائم قتل وسرقة، فيسعى السكان لتكثيف الجهود لحلها، مما يخلق مزيجًا من التشويق والإثارة والكوميديا.

## طاقم العمل
إبراهيم الحربي، حمد العماني، فاطمة الطباخ، نور الشيخ، خالد الشاعر، شوق الهادي، فوز عبد الله، باسم عبد الأمير، أحمد النجار، شوق بنت عبد الله، هبه الناجم، وليد الضاعن.